# Большерецк
Большере́цк (ранее Большерецкий острог) — историческое поселение в Усть-Большерецком районе Камчатского края России. Основан в 1703 году. С 1739 по 1783 год — административный центр Камчатки. После 1928 года прекратил существование.

## География
Находился на западном побережье полуострова Камчатка, при впадении реки Быстрой в реку Большую (ныне Плотникова).

## История

### Большерецкий острог

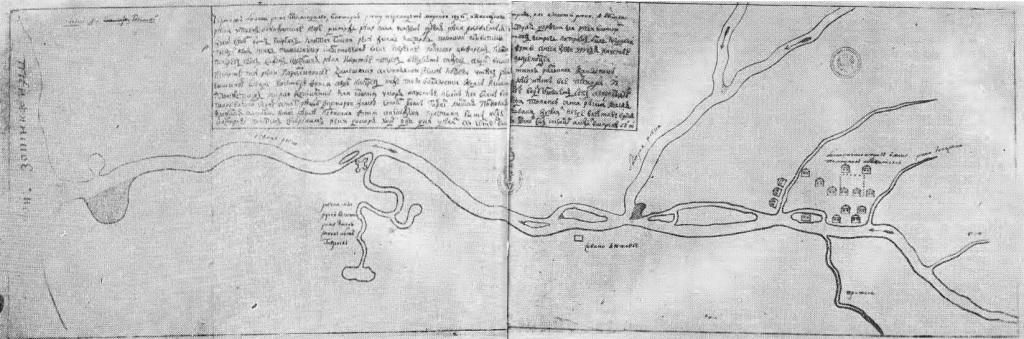
Чертёж Большерецка (1736)

Большерецкий острог был основан в 1703 году, став первым русским поселением на территории современного Усть-Большерецкого района. Ранее на реке Большой поселился казак Данила Беляев, который погиб в этом крае, вероятно, в 1707 году.
К Беляеву в августе 1703 года пришёл из Верхнекамчатского острога отряд из 15 казаков под предводительством Дмитрия Ярыгина. От камчатского приказчика Михайлы Зиновьева казаки получили распоряжение: «на Большой реке острог построить». Местоположение первого острога неизвестно. По свидетельству Степана Крашенинникова, на этом месте были построены зимовье, изба и казённый амбар. В 1706 году ительмены отказались платить ясак, острог сожгли, а большерецких казаков перебили. Выжил только Беляев.
Весной 1711 года отряд из 75 казаков во главе с Данилой Анцыферовым, обвинённых в убийстве Владимира Атласова и других приказчиков, вышел из Верхнекамчатска на реку Большую, «чтобы тамошних изменников усмирить, Большерецкий острог построить, и тем искупить вину свою». 21 мая 1711 года к укреплениям казаков подошли ительмены, приплывшие по Большой. На следующий день произошёл бой. По описанию Крашенникова: «бились с ними на копьях до самого вечера… Побито и перетонуло изменников такое великое множество, что трупами их Большая река запруднилась, а с российской стороны три человека убито».
Летом того же года казаки ходили на два Курильских острова. А в сентябре вернулись обратно, уже в «новопостроенный земляной острог», который был поставлен «ниже прежнего ясачного зимовья» на правом берегу Большой между впадением в неё рек Гольцовки и Быстрой.
В 1712 году Анциферов ходил к авачинским ительменам и был ими сожжён. Командующим острогом стал есаул Иван Козыревский. В 1713 году большереченцы построили лодьи и совершили поход на Курилы. Женившись на ительменках, казаки воспитывали детей-метисов.

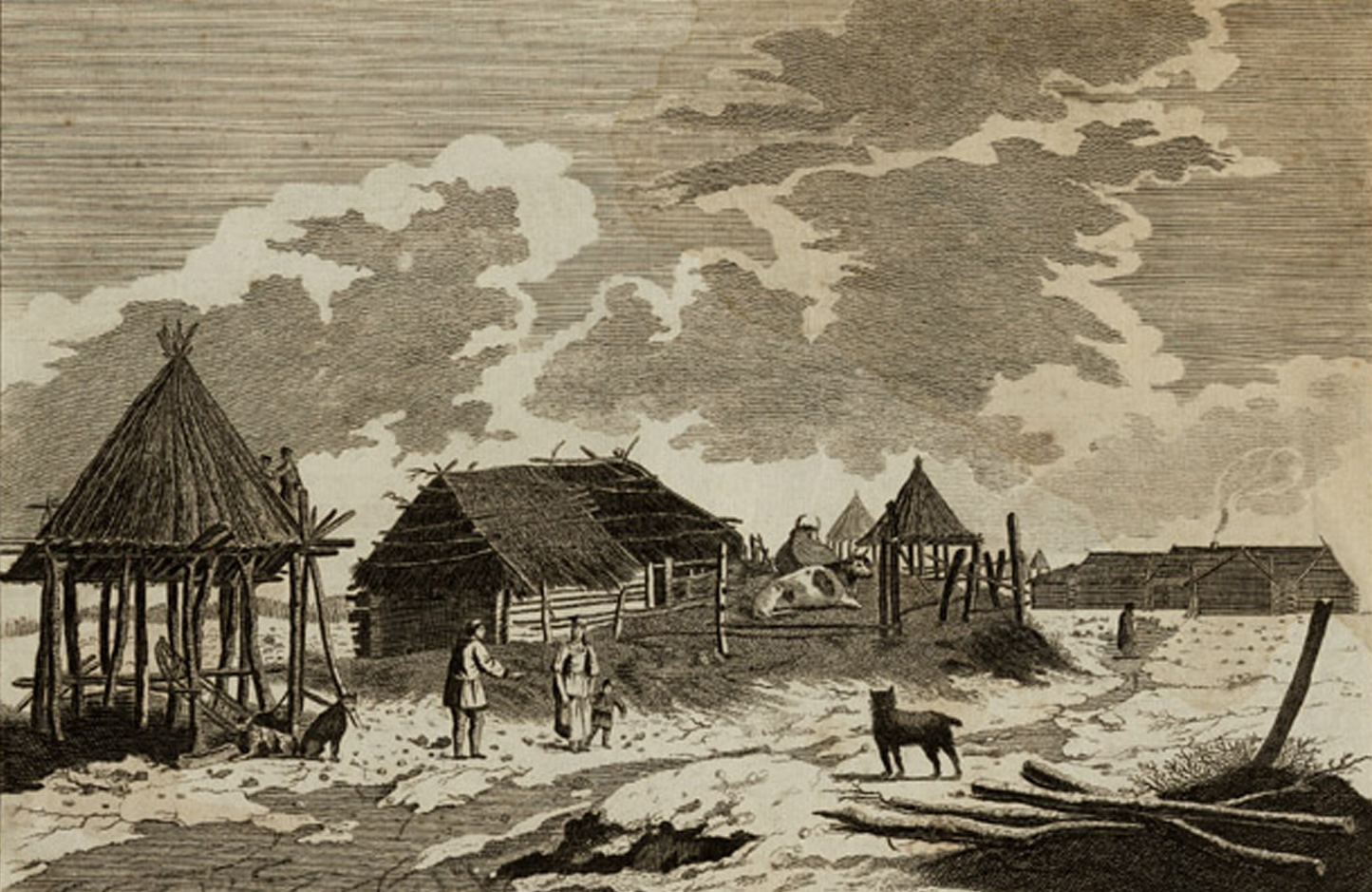
Вид на Большерецк — столицу Камчатки (конец XVIII века)

В 1716—1717 годах русские на корабле «Восток» открыли морской путь из Охотска на Камчатку. В Чекавинской гавани, располагавшейся в устье реки Большой в 33 верстах от Большерецка, был устроен главный порт Камчатки. С этого момента Большерецкий острог стал важным стратегическим пунктом, перевалочной базой для казённых грузов со всего полуострова. Недостатками местности была «морская погода» и отсутствие пригодного леса, который «издалека плавится с великим трудом и опасностию». Зимой 1727—1728 года в остроге зимовала Первая Камчатская экспедиция Витуса Беринга.
В 1732 году сюда из Якутска прибыл на постоянное служение в большерецкой часовне священник Иоанникий, который в 1736 году умер. В 1739 году в Большерецке была построена церковь. В 1741 году была построена вторая церковь — Успенская. В 1736 году ссыльный из Охотска Василий Иванович Казанцов вместе с описанием Камчатки представил Сенату чертёж Большерецкого острога.
В 1737 году в острог прибыл Степан Крашенинников, который так описывал Большерецкую крепость: «Крепость в оном остроге четвероугольная, во все стороны по десять сажень, с востоку и северу огорожена палисадником, южную и западную стену составляет строение, а именно ясачная изба, аманатская казёнка… Вход в острог с западной стороны небольшими воротцами. За острогом строения часовни, что ныне уже церковь во имя Николая Чудотворца с колокольнею на столбах… Кабак с винокурнею, служивых 45 человек… Сей острог всех хуже, но и нужды нет в укреплении, потому что подвластные сему острогу камчадалы издавна надёжны и верны». Через год он построил здесь избушку.
Вероятно, в 1740 году здесь была открыта первая на Камчатке школа для детей.
В 1739 году в Большерецке разместился командир Камчатки, которым был назначен Пётр Колесов. Он должен был заняться подготовкой экспедиции Беринга. В том же году на местной верфи построили шлюп «Большерецк». Таким образом, Большерецк превратился в главный город на полуострове. В 1768 году сюда была завезена оспа, распространившаяся по всей Камчатке и умертвившая более половины населения. В 1769 году город стал местом ссылки государственных преступников, среди которых был и М. Бенёвский, который в 1771 году взбунтовался и уплыл на корабле.
По указу 1772 года Камчатка, прежде зависимая от властей Охотска, была передана под непосредственное управление иркутского губернатора. В 1783 году Камчатка с тремя округами (Акланским, Ижигинским и Нижнекамчатским) снова была отдана под управление Охотска. После этого административный центр Камчатки был перенесён в Нижнекамчатск.
Большерецкий острог представлял квадратный земляной вал со стороной в 21,6 м, по гребню его был вкопан частокол из жердей. В 1715 году жерди были заменены бревенчатым тыном. Укрепления просуществовали до начала 1770-х годов. Помимо казённых зданий, церкви и лавок в остроге находились жилые дома: в 1726 было 17 жилых дворов, в 1738 при посещении Крашенинникова — 33, в 1773 — 41. В XVIII веке основное население составляли военнослужащие: в 1727 году — 40 человек, 1759 — 79, 1775—152, 1799 — 24 человека.

### Село Большерецк

Пристань Большерецка, мысок на Гольцовке с балаганами (1908/1909)

До 1810 года командующими Большерецком оставались поручики и капитаны. Численность населения Большерецка в 1803 году составляла 410 жителей, в 1813 году — 381, в 1823 году — 299, в 1833 году — 383, в 1843 году — 485, в 1854 году — 447, в 1864 году — 369, в 1884 году — 510, в 1894 году — 573, в 1897 году — 115 жителей. Исследователь Карл Дитмар в 1853 году, говоря об историческом положении Большерецка, отмечал: 
Былой блеск угас совсем, всё умерло и рассыпалось прахом.
В 1908 году здесь стояла ветхая церквушка и 19 домов; селение было разбросано по островам. В 1918 году церковь сгорела. Тогда же начали возводить новую, в 1920-е годы в недостроенной церкви разместили школу. В 1927 году жители Большерецка из-за неудобного расположения поселения на островах приняли решение о переселении на протоку Кавалерскую в шести верстах ниже по реке. Весной 1928 года на протоке Кавалерской стояло уже три дома, ещё два строились. Так образовалось село Кавалерское.
Упоминается на геологической карте Камчатки 1940 г. Заварицкого